# Monléon-Magnoac
Monléon-Magnoac è un comune francese di 687 abitanti situato nel dipartimento degli Alti Pirenei nella regione dell'Occitania.
Il territorio comunale è bagnato dalle acque del fiume Gimone.

## Il santuario di Notre-Dame de Garaison
Nel XVII secolo, su impulso dei vescovi di Tarbes, nel villaggio venne eretto il santuario di Notre-Dame de Garaison, per commemorare la presunta apparizione della Vergine a una fanciulla del posto, Anglèze de Sagasan (1515 circa). Presso il santuario, meta di numerosi 
pellegrinaggi, ebbe origine la congregazione dei Missionari dell'Immacolata Concezione, che nel 1866 assunse anche la direzione del vicino santuario di Lourdes.

## Società

### Evoluzione demografica
Abitanti censiti